# Куррам (река)
Ку́ррам (на территории Афганистана — Чамка́ни) — трансграничная река, протекающая по территории афганской провинции Пактия и пакистанской провинции Хайбер-Пахтунхва. Правый приток реки Инд.
Длина — 88 км, по прямой — 60 км, коэффициент извилистости — 1,47 %, сумма длин русловых образований 182 км. Высота истока — 3500 м, устья — 1540 м. Средний уклон — 2,45 %. Площадь бассейна — 2140 км².
На территории Афганистана, Куррам в основном протекает по горной местности V-образного очертания, с умеренными лесными склонами.